# Дважды косо наращённая шестиугольная призма
Два́жды ко́со наращённая шестиуго́льная при́зма — один из многогранников Джонсона (J56, по Залгаллеру — П6+2М2).
Составлена из 14 граней: 8 правильных треугольников, 4 квадратов и 2 правильных шестиугольников. Каждая шестиугольная грань окружена четырьмя квадратными и двумя треугольными; среди квадратных 1 грань окружена двумя шестиугольными и двумя квадратными, 2 грани — двумя шестиугольными, квадратной и треугольной, 1 грань — двумя шестиугольными и двумя треугольными; среди треугольных граней 4 окружены шестиугольной и двумя треугольными, другие 4 — квадратной и двумя треугольными.
Имеет 26 рёбер одинаковой длины. 8 рёбер располагаются между шестиугольной и квадратной гранями, 4 ребра — между шестиугольной и треугольной, 2 ребра — между двумя квадратными, 4 ребра — между квадратной и треугольной, остальные 8 — между двумя треугольными.
У дважды косо наращённой шестиугольной призмы 14 вершин. В 4 вершинах сходятся шестиугольная и две квадратных грани; в 8 вершинах — шестиугольная, квадратная и две треугольных; в 2 вершинах — четыре треугольных.
Дважды косо наращённую шестиугольную призму можно получить из трёх многогранников — двух квадратных пирамид (J1) и правильной шестиугольной призмы, все рёбра у которых одинаковой длины, — приложив основания пирамид к двум не противоположным и не смежным квадратным граням призмы.

## Метрические характеристики
Если дважды косо наращённая шестиугольная призма имеет ребро длины {\displaystyle a}, её площадь поверхности и объём выражаются как
{\displaystyle S=\left(4+5{\sqrt {3}}\right)a^{2}\approx 12{,}6602540a^{2},}
{\displaystyle V={\frac {1}{6}}\left(2{\sqrt {2}}+9{\sqrt {3}}\right)a^{3}\approx 3{,}0694807a^{3}.}

## В координатах
Дважды косо наращённую шестиугольную призму с длиной ребра {\displaystyle 2} можно расположить в декартовой системе координат так, чтобы её вершины имели координаты
- {\displaystyle \left(\pm 1;\;\pm 1;\;\pm {\sqrt {3}}\right),}
- {\displaystyle \left(\pm 2;\;\pm 1;\;0\right),}
- {\displaystyle \left(\pm {\frac {3+{\sqrt {6}}}{2}};\;0;\;{\frac {{\sqrt {2}}+{\sqrt {3}}}{2}}\right).}

При этом ось симметрии многогранника будет совпадать с осью Oz, а две плоскости симметрии — с плоскостями xOz и yOz.